# Mathias Becker
Mathias Becker (4 febbraio 1907 – 23 gennaio 1952) è stato un calciatore lussemburghese, di ruolo centrocampista.

## Carriera

### Club
Ha sempre giocato nel campionato lussemburghese.

### Nazionale
Ha rappresentato la Nazionale del suo paese alle Olimpiadi del 1928.